# Abruptum
Abruptum je švédská blackmetalová kapela založená roku 1989 multiinstrumentalistou Tony Särkkou známým pod přezdívkou It. Zpěvák All (Jim Berger) a baskytarista Ext se přidali později. V roce 1991 se členem kapely stal bubeník Evil; All a Ext z kapely odešli. Po odchodu Ita ze scény se frontmanem Abruptum stal Evil (Morgan Steinmeyer Håkansson).
Debutní studiové album s názvem Obscuritatem Advoco Amplectère Me vyšlo v roce 1993 u nezávislé firmy Deathlike Silence Productions založené frontmanem kapely Mayhem Øysteinem Aarsethem známým pod pseudonymem Euronymous.

## Diskografie

### Dema
- Hexum Galaem Zelog (1990)
- Abruptum (1990)
- The Satanist Tunes (1990)
- Orchestra of Dark (1991)

### Studiová alba
- Obscuritatem Advoco Amplectère Me (1993)
- In Umbra Malitiae Ambulabo, in Aeternum in Triumpho Tenebrarum (1994)
- Vi Sonus Veris Nigrae Malitiaes (1997)
- Casus Luciferi (2004)
- Potestates Apocalypsis (2011)

### Kompilace
- Evil Genius (1995)

### EP
- Evil (1991)
- De Profundis Mors Vas Cousumet (2000)
- Maledictum (2008)